# Aloe hlangapies
Aloe hlangapies é uma espécie de liliopsida do gênero Aloe, pertencente à família Asphodelaceae.